# Néder Panni
Néder Panni (1987. május –) magyar színházrendező.

## Életpályája
1987-ben született. Az érettségi után, 2006-ban rögtön felvették a Színház- és Filmművészeti Egyetemre, 2011-ben végzett színházrendező szakon, Babarczy László osztályában. Diplomaszerzése után Berlinbe költözött, nagyrészt ott dolgozik, mellette vállal magyarországi munkákat is. 2014-2015 között az Ernst Buschról elnevezett színházművészeti főiskola (Hochschule für Schauspielkunst Ernst Busch) hallgatója volt. Rendezőasszisztensként a berlini Schaubühne színházban is dolgozott. 2016-ban egy hároméves színházi mentorprogram résztvevője lett, szintén Berlinben („PAP Berlin Mentoringprogramm”). Ottani mentorált munkája mellett készült magyarországi doktori PhD-vizsgájára, disszertációjának témája – saját megfogalmazása szerint – „az autobiografikus, magyarul önéletrajzi színház”.
Berlini rendezése, a "Wann hast du das letze Mal auf der Spitze eines Berges Sex gehabt?" (Mikor szeretkeztél utoljára egy hegy tetején?) a 2018-as Heidelberger Theatertage fesztiválon elnyerte a zsűri második, és a diákzsűri fődíját.
Rendszeresen publikál színházi kritikákat a revizoronline.com oldalon, és a Színház folyóiratban, valamint megjelentek írásai a Népszabadságban  és a mandiner.hu oldalon is.
Egyike volt azoknak a színházi szakembereknek, akik először 2017-ben, majd 2020-ban közös nyilatkozattal álltak ki a nyilvánosság elé, szóvá téve az Eszenyi Enikő által folyamatosan elkövetett abúzusokat, bántalmazásokat, szakmai ellehetetlenítést. A közös kiállást követően nagy számú színházi dolgozó hagyta el a Vígszínházat, Eszenyi karrierje pedig megtorpant, és miközben sohasem ismerte be az egyre több egykori és aktuális munkatárs által megerősített bántalmazásokat, egy időre mellőzötté vált a színházi életből.

## Magyarországi színházi rendezéseiből
- Garaczi László: Csodálatos vadállatok, 2010. március 12., Ódry Színpad[16]
- Erdős Virág: Kalocsa, Vígszínház Házi Színpad[16]
- Presser Gábor—Varró Dániel—Teslár Ákos: Túl a maszat-hegyen. Bemutató: 2010. december 11-én a Pesti Színházban.[17]
- Fráter Zoltán: Hát hogy szeret maga engem?, Pinceszínház, 2011. szeptember 30.[16]
- Parti Nagy Lajos: Átriumklorid, 2014. április 2., Átrium Film-Színház[16]
- Heiner Müller: Mauser, 2017. november 24., OSA Archívum Centrális Galériája[18]